# 磷化铒
磷化铒是一种无机化合物，化学式为ErP，其中铒为+3价，它可由金属铒和磷在高温反应得到；叔丁基膦和三(乙基环戊二烯基)铒的化学气相沉积也能得到磷化铒。它在高压下由NaCl型结构转变为CsCl型结构。它在空气中加热可以发生氧化。